# Андре Франсуа
Андре Франсуа (фр. André François, 13 січня 1886, Рубе — 17 березня 1915, Сент-Мену) — французький футболіст, що грав на позиції нападника.
Виступав за клуб «Рубе», а також національну збірну Франції.

## Клубна кар'єра
У дорослому футболі дебютував 1906 року виступами за команду «Рубе», кольори якої захищав протягом наступних чотирьох років.

## Виступи за збірну
Протягом 1906—1908 років провів 6 матчів за національну збірну Франції, забивши три голи.
У складі збірної був учасником футбольного турніру на Олімпійських іграх 1908 року в Лондоні.
Помер 17 березня 1915 року на 30-му році життя у місті Сент-Мену.